# کنونز
کنونز (انگلیسی: Cannons) یک گروه موسیقی سبک ایندی پاپ آمریکایی است که در سال ۲۰۱۳ در لس آنجلس تشکیل شد. خواننده اصلی این گروه میشله جوی است و ریان کلافام به اتفاق پل دیویس به ترتیب با اجرای گیتار و کیبورد وی را همراهی می‌کنند.